# Nudo seduto (Modigliani 1917)
Nudo seduto è un dipinto a olio su tela (114 x74 cm) realizzato nel 1917 dal pittore italiano Amedeo Modigliani.
È conservato nel Koninklijk Museum voor Schone Kunsten di Anversa.